# Mark Donovan
Mark Jamie Donovan (Penrith, 3 de abril de 1999) es un ciclista británico miembro del equipo Q36.5 Pro Cycling Team.

## Palmarés
2018
- 1 etapa del Giro del Valle de Aosta

2023
- Tour de Sibiu

## Resultados en Grandes Vueltas y Campeonatos del Mundo
| Carrera         | Carrera         | 2018 | 2019 | 2020 | 2021 | 2022 | 2023 | 2024 | 2025 |
| --------------- | --------------- | ---- | ---- | ---- | ---- | ---- | ---- | ---- | ---- |
|                 | Giro de Italia  | —    | —    | —    | —    | —    | —    | —    | 55.º |
|                 | Tour de Francia | —    | —    | —    | 45.º | —    | —    | —    | —    |
|                 | Vuelta a España | —    | —    | 48.º | —    | Ab.  | —    | —    | —    |
| Mundial en Ruta | Mundial en Ruta | —    | —    | —    | —    | —    | —    | Ab.  | —    |

—: no participa
Ab.: abandono

## Equipos
- Team Wiggins (2018-2019)
  - Team Wiggins (2018)
  - Team Wiggins Le Col (2019)
- Team Sky (stagiaire) (2018)[3]
- Sunweb/DSM (2020-2022)
  - Team Sunweb (2020)
  - Team DSM (2021-2022)
- Q36.5 Pro Cycling Team (2023-)